# Povratak u budućnost III
Povratak u budućnost  deo (engl. Back to the Future Part III) je američki naučnofantastični vestern film iz 1990. godine, koji predstavlja treće i poslednje ostvarenje filmske trilogije Povratak u budućnost. Film je režirao Robert Zemekis, a glavne uloge tumače Majkl Džej Foks, Kristofer Lojd, Meri Stinberdžen, Tomas F. Vilson i Lea Tompson. Radnja se nastavlja direktno na kraj filma Povratak u budućnost II (1989); dok je zarobljen u 1955. godini tokom svojih avantura putovanja kroz vreme, Marti Mekflaj otkriva da je njegovog prijatelja dr Emeta „Doka” Brauna, zarobljenog u 1885. godini, ubio Bjuford „Besni pas” Tanen, Bifov pradeda. Marti putuje u 1885. godinu da spasi Doka i ponovo se vrati u 1985. godinu, ali stvari postaju složene kada se Dok zaljubi u Klaru Klejton.
Film je snimljen u Kaliforniji i Arizoni, sa budžetom od 40 miliona dolara, istovremeno sa filmom Povratak u budućnost II. Realizovan je u američkim bioskopima 25. maja 1990. godine, šest meseci nakon svog prethodnika i zaradio je preko 246 miliona dolara širom sveta, što ga čini šestim najuspešnijim filmom te godine. Dobio je pohvale od strane kritičara, koji su ga smatrali poboljšanjem u odnosu na prethodni film.

## Radnja
Dana 12. novembra 1955. godine, nekoliko trenutaka nakon što je grom udario u DeLorean, Marti Mekflaj je saznao da je dr Emet Braun poslat u 1885. godinu. Marti i Dok iz 1955. godine dobili su Dokovo pismo iz 1885. i na osnovu njegovog uputstva pronašli i popravili DeLorean kako bi se Marti vratio u 1985; Dokovo pismo izražava njegove želje da ostane na starom zapadu. Marti uočava i fotografiše nadgrobni spomenik sa Dokovim imenom, datiran šest dana nakon pisma, i saznaje da je Doka u leđa upucao Bifov pradeda, Bjuford „Besni pas” Tanen, zbog njihove svađe oko 80 dolara.
Marti putuje u prošlost, 2. septembra 1885. godine, kako bi spasao Doka. Stiže usred konjičke potrage za Indijancima. Tom prilikom je DeLoreanov cevovod za gorivo oštećen, pa Marti sakriva automobil u pećini, gde ga medved napada i on se onesvešćuje. Pronalazi ga njegov čukundeda, irski doseljenik, Šejmus Mekflaj, sa svojom ženom Megi, i on provodi noć na njihovoj farmi. Sledećeg jutra, odlazi do Hil Valija i naleće na Bjuforda i njegovu bandu. Bjuford pokušava da linčuje Martija, ali Dok ga spašava. Dok pristaje da napusti 1885. godinu nakon što je video fotografiju, ali shvata da bez benzina, DeLorean ne može dostići brzinu od 142 km/h potrebnih za putovanje kroz vreme.
Dok predlaže korišćenje parne lokomotive za guranje DeLoreana po šinama do dostizanja potrebne brzine kako bi se vratili u 1985. godinu. Dok on i Marti pregledavaju prugu, primećuju odbegli konjski zaprežni vagon. Dok spašava putnicu, Klaru Klejton, menjajući njenu smrt u odnosu na prvobitnu vremensku liniju; njih dvoje se zaljubljuju. Na gradskom festivalu, Bjuford pokušava da upuca Doka, ali Marti ga sprečava u tome. Bjuford potom izaziva Martija na obračun za dva dana, što ljuti Marti prihvata. Dok upozorava Martija da izbegava provokacije prozivanjem i nagoveštava da će zbog toga Marti u budućnosti doživeti saobraćajnu nesreću. Dokovo ime na fotografiji se briše, ali datum i nadgrobni spomenik ostaju.
Dok dolazi da se oprosti od Klare, ali ona ga s prezirom odbija, ne verujući njegovoj priči da je iz budućnosti. Očajan, on odlazi do salona gde se propija. Onesvešćuje se nakon jedne čaše viskija. Ujutro dolazi Bjuford i proziva Martija, koji posmatra fotografiju i vidi da se na nadgrobnom spomeniku pojavljuje „Klint Istvud” (njegov pseudonim iz 1885. godine), pa odbija da se suoči sa Bjufordom. Dok se osvešćuje i pokušava da pobegne sa Martijem, ali Bjufordova banda prisiljava Martija na dvoboj. Marti zavara Bjuforda da veruje da ga je smrtonosno ustrelio, a zatim ga udara i on pada u vagon sa đubrivom. Bjuford je potom uhapšen zbog ranije pljačke.
U vozu za San Francisko, Klara čuje razgovor o tome koliko je Dok slomljenog srca. Klara povlači kočnicu za hitne slučajeve i vraća se do Hil Valija. Otkriva Dokov model vremenske mašine u njegovoj radionici i shvata da je govorio istinu, nakon čega jaše za njim. Koristeći ukradenu lokomotivu, Dok i Marti guraju DeLorean duž pruge. Klara se ukrcava na lokomotivu dok se Dok penje prema DeLoreanu. Ugledavši Klaru, Dok je ohrabruje da ga dosegne, ali ona pada, obešena o svoju haljinu. Marti, u DeLoreanu, dodaje svoj futuristički haverbord Doku i on ga koristi da spasi Klaru, odmičući se dok lokomotiva pada sa nedovršenog železničkog mosta u provaliju; Marti je transportovan u 1985. godinu i stiže na sada završeni most.
Marti, stigavši nazad u 1985. godinu, beži iz DeLoreana koga uništava nadolazeći voz. Vremenska linija se vratila u normalu i Marti zatiče Dženifer kako spava na svom tremu. Marti sada ne naseda na provokacije i izbegava uličnu trku sa Daglasom Nidlsom, sprečavajući tako svoju buduću automobilsku nesreću na koju ga je Dok upozorio. Dženifer pogleda faks poruku koju je donela iz 2015. godine i vidi kako njen tekst u vezi sa Martijevim otkazom nestaje.
Dok Marti i Dženifer istražuju olupinu DeLoreana, pojavljuje se parna lokomotiva opremljena kondenzatorom fluksa, kojom upravljaju Dok, Klara i njihova dva mlada sina Žil i Vern. Dok daje Martiju fotografiju na kojoj oni stoje pored gradskog sata, snimljenu 1885. godine. Dženifer ga upita za faks, a Dok kaže da to znači da budućnost još nije napisana. Dok i njegova porodica opraštaju se na lokomotivi koja poleće, nakon čega nestaje u nepoznatom vremenskom okviru.

## Uloge
| Glumac           | Uloga                     |
| ---------------- | ------------------------- |
| Majkl Džej Foks  | Marti Mekflaj             |
| Majkl Džej Foks  | Šejmus Mekflaj            |
| Kristofer Lojd   | dr Emet „Dok” Braun       |
| Meri Stinberdžen | Klara Klejton             |
| Tomas F. Vilson  | Bjuford „Besni pas” Tanen |
| Tomas F. Vilson  | Bif Tanen                 |
| Lea Tompson      | Megi Mekflaj              |
| Lea Tompson      | Lorejn Bejns-Mekflaj      |
| Džejms Tolkan    | šerif Džejms Striklend    |
| Elizabet Šu      | Dženifer Parker           |
| Fli              | Daglas Nidls              |

## Napomene
1. ↑  Što je prikazano na kraju filma Povratak u budućnost II.

## Spoljašnje veze
- Zvanični sajt Архивирано на веб-сајту  (1. децембар 2017) (jezik: engleski)
- (jezik: engleski)
  -  (jezik: engleski)
- Povratak u budućnost III na sajtu  (jezik: engleski)
- Povratak u budućnost III на веб-сајту  (језик: енглески)